# Afrodiapterna heleninae
Afrodiapterna heleninae är en skalbaggsart som beskrevs av Dellacasa 1984. Afrodiapterna heleninae ingår i släktet Afrodiapterna och familjen Aphodiidae. Inga underarter finns listade i Catalogue of Life.